# NGC 2933
NGC 2933 је спирална галаксија у сазвежђу Лав која се налази на NGC листи објеката дубоког неба.
Деклинација објекта је + 17° 0' 53" а ректасцензија 9h 37m 55,0s. Привидна величина (магнитуда) објекта NGC 2933 износи 14,6 а фотографска магнитуда 15,5. NGC 2933 је још познат и под ознакама UGC 5132, MCG 3-25-8, CGCG 92-15, VV 808, PGC 27436.